# 青葉笙子
青葉 笙子（あおば しょうこ、1918年（大正7年）3月21日 - 2012年（平成24年）2月28日）は、昭和時代に活躍した歌手。「鴛鴦道中」などで知られる。本名は小野寺 貞子（おのでら ていこ）。

## 経歴
宮城県仙台市の裕福な家庭に生まれる。幼い頃に母を亡くし、祖父母に育てられる。実家にあった蓄音機から流れる流行歌の世界に憧れるようになり、特に後の恩師となる関種子の歌う「嘆きの夜曲」を聞き、歌手を志すようになる。
1936年（昭和11年）、日本コロムビアが松竹とタイアップして、音丸の「下田夜曲」の宣伝のために開催した歌謡コンクールに応募し、優勝した。このコンクールには、後に活躍する若き日の岡晴夫や近江俊郎の姿もあったが、女性の歌であったためかいずれも落選している。
優勝した青葉は小野寺 貞子の本名で、コロムビアの廉価盤であったリーガルレコードから同年7月に「月の枯尾花」でデビューした。ちなみに小野寺時代の「愛してよ」は昭和初期に流行した「思い直して頂戴な」の替歌である。数曲を吹き込むが、作曲家レイモンド服部（服部逸郎）から、「コロムビアには偉い歌手が多過ぎる。鶏口となるも牛尾となるなかれですよ」と説得され、ポリドールが廉価盤として立ち上げたコロナレコードに移籍。1937年（昭和12年）コロナから再デビューする。コロナの幹部であった浪曲作家・秩父重剛から、地元仙台の青葉城にちなんで「青葉 笙子」の芸名を命名された。そしてこの年2月に発売された「関の追分」がまずまずのヒットとなった。この曲は翌年、ポリドールで吹き込み直して再発売されたほど人気を博した。
流行歌手としてデビューした青葉笙子は、音楽の基礎を身に付けるため東洋音楽学校（現東京音楽大学）に進学した。入学試験の際、職業歌手であるために登校が少なくなるのではないかと指摘されたが、「真面目に勉強します」と作曲家・杉山長谷雄に懇願して入学を許された。在学中は関種子に師事し、声楽を学ぶ。しかし、後に仕事が忙しくなったため、中退している。
コロナでは看板歌手として「さすらい日記」「小夜の中山」「御神火夜曲」などをレコーディングするが、コロナの経営が1年で悪化し、1937年（昭和12年）暮れにはポリドールに吸収合併され、青葉笙子も他の専属アーティストと同様にポリドールに移籍する。移籍後間もなく、「鴛鴦道中」を人気歌手上原敏の相手役として歌い、大ヒットとなる。当初この曲は上原と浅草〆香のために用意されていたが、藤田まさとの発案により青葉が起用された。
「鴛鴦道中」が大ヒットした1938年（昭和13年）には、「上海だより」のアンサーソングとして作られた「銃後だより」が好調なヒットとなり、他にも「夢の蘇州」「元禄ぶし」「椿咲く島」などのヒットが続き、スター歌手の仲間入りを果たした。『鴛鴦コンビ』として人気を博した上原敏とのコンビで、たびたび中国大陸に将兵慰問にも訪れている。
1939年（昭和14年）以降も、「砂丘を越えて」「二人の大地」「千曲流れて」「故郷慕えど」「夢の北京」などのヒットを続け、1940年（昭和15年）には「木曽の旅唄」、そして上原敏らとともに松竹映画「弥次喜多六十四州唄栗毛」、「弥次喜多怪談道中」に出演し、主題歌「鴛鴦春姿」「青空御殿」などを歌っている。「鴛鴦道中」の大ヒットは勿論のこと、ソロ・ヒットの「関の追分」「銃後だより」「千曲流れて」などは長く愛されている。
1941年（昭和16年）、華族であった平松時善子爵と結婚するにあたり、芸能界からの完全な引退を決意する。「佐渡の故郷」のレコーディングを最後にポリドールを退社して、家庭の人となった。終戦後、華族制度が廃止されると、青葉は生活のため実家を旅館に改装し（一時は自ら女将となった）、1947年（昭和22年）に古巣のポリドールにカムバックし、歌手に復帰した。戦死した上原敏を偲び、「春雨草紙」や東海林太郎とのデュエットで「鴛鴦道中」を再吹き込みする。他にも「飯場の月」「七色の夢」「愛怨肌模様」「春風道中」などをレコーディングしているが、ポリドールの盤質が粗悪であったことや、一旦引退してしまっている間に新たな女性歌手が次々と登場していたためヒットに結びつく作品はなかった。
1950年（昭和25年）、「七色の花」が映画主題歌として唄われて話題を呼び、1951年（昭和26年）には再開したタイヘイレコードに移籍した。1952年（昭和27年）には「黒いトランク」「夜汽車の窓で」が久しぶりにヒット作品となった。タイヘイに海外からマーキュリーの資本が入った以降も歌手活動を続けていたが、1956年（昭和31年）、鈴村一郎と唄った「ひょっとこ踊り」（6月発売）を最後に再び引退し、実業家を本業とする。またその間、平松時善とは協議離婚し、子供は青葉が引き取り養育した。
昭和40年代のなつメロブームでは、東京12チャンネル（現テレビ東京）の「なつかしの歌声」に出演する一方、様々な愛好家が作ったなつメロのサークルに気軽に顔を出し、身近な往年のスターとして、惜し気なくその衰えぬ歌声を披露した。この頃、旧知の作詞家である藤田まさとの記念LPに「鴛鴦道中」（共演：高田浩吉）、「妻恋旅姿」を久しぶりにレコーディングしている。
また、自分をスターに育ててくれた上原敏への恩義から、上原の顕彰活動を続け、上原敏の未亡人松本澄子とたびたび上原の終焉の地であるニューギニアを訪れたり、毎年夏に靖国神社で開催される「みたま祭り」には日本歌手協会からレギュラーとして出演し、慰霊活動を行った。
平成に入ってからも、東京上原敏の会会長として活動。さらにはテレビ東京「夏祭りにっぽんの歌」や「歌手協会歌謡祭」、NHKラジオ「歌謡大全集・上原敏」などに出演、また自らの歌手生活を集大成した「昭和の流れの中に 青葉笙子・歌の回顧録」（柘植書房新社）を出版する活躍を続けていたが脳梗塞に倒れ、後遺症で往年の美声を失う悲劇にあう。
2003年、2005年にテレビ東京「昭和歌謡大全集」にて、久々にテレビ出演し健在ぶりをアピール。2008年には自身も所属する日本歌手協会のイベント「歌謡祭」の特別ゲストとして出演するなど、高齢となった最近まで活動を続けていたが、2012年2月28日、肺炎のため93歳で死去。

## 代表曲

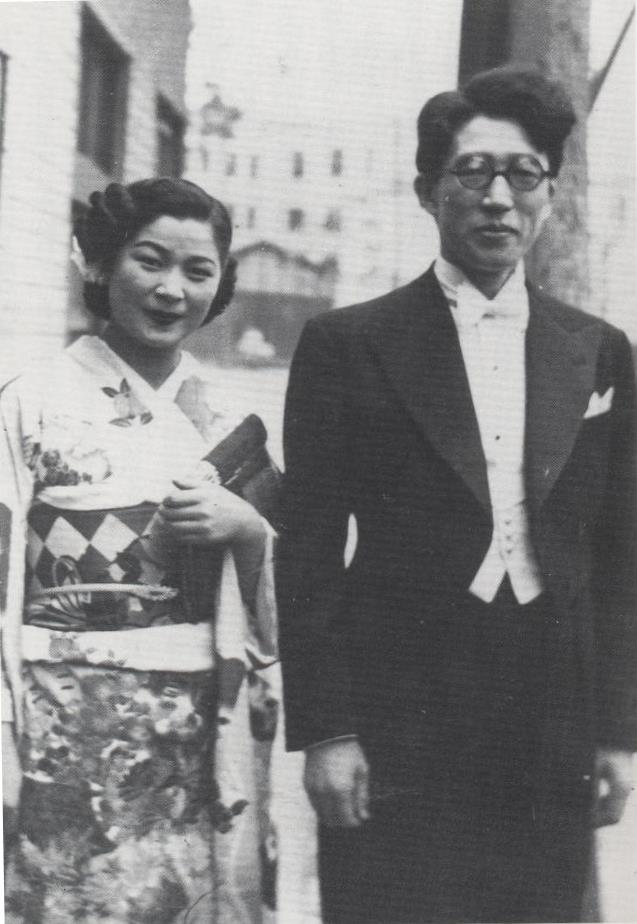
東海林太郎と（1949年）

- 「鴛鴦道中」1938年（昭和13年）　共演：上原敏
- 「関の追分」1937年（昭和12年）、1938年（昭和13年）
- 「銃後だより」1938年（昭和13年）
- 「二人の大地」1939年（昭和14年）　共演：上原敏
  - A面の山中みゆき「ほんとにほんとに御苦労ね」と両面共大ヒットした。
- 「夢の北京」1939年（昭和14年）
- 「鴛鴦春姿」1940年（昭和15年）　共演：上原敏
- 「兄妹」1940年（昭和15年）　共演：田端義夫
- 「戦場撫子」1940年（昭和15年）
- 「黒いトランク」1952年（昭和27年）
- 「夜汽車の窓で」1952年（昭和27年）